# Elisabetta Biavaschi
Elisabetta Biavaschi, italijanska alpska smučarka, * 26. junij 1973, Chiavenna, Italija.
Nastopila je na Olimpijskih igrah 1998, kjer je odstopila v slalomu. V treh nastopih na svetovnih prvenstvih je dosegla deveto in dvanajsto mesto v slalomu. V svetovnem pokalu je tekmovala enajst sezon med letoma 1994 in 2004 ter dosegla eno uvrstitev na stopničke v slalomu. V skupnem seštevku svetovnega pokala je bila najvišje na 45. mestu leta 2000, ko je bila tudi dvanajsta v slalomskem seštevku.